# Tratado Montúfar-Correoso
El Tratado Montúfar-Correoso fue un acuerdo limítrofe firmado e1 18 de abril de 1873 en la ciudad de San José entre los plenipotenciarios Lorenzo Montúfar y Rivera y Buenaventura Correoso, representantes de la República de Costa Rica y de los Estados Unidos de Colombia, respectivamente, con el fin de dirimir la indefinición de la línea fronteriza entre ambos países.
Tras varias actuaciones de autoridades colombianas ocurridas en mayo de 1870 en la región del golfo Dulce y los ríos Sixaola y Changuinola, zonas que Costa Rica consideraba como parte de su territorio, el entonces Ministro de Relaciones Exteriores de dicho país, Lorenzo Montúfar y Rivera, envío una nota de protesta al presidente del Estado Soberano de Panamá, Buenaventura Correoso pidiendo el retiro de las autoridades puesto que esto violaba el statu quo mantenido hasta el momento. Este contestó que no estaba dentro de su potestad realizar tal acción, y que eran las autoridades costarricenses las que estaban invadiendo territorio colombiano.
Tras varias notas de protesta intercambiadas por ambos gobiernos, Montúfar envió el 9 de diciembre de 1871 un comunicado al gobierno colombiano con el fin de realizar un acuerdo definitivo de límites entre ambos países y evitar confrotanciones como la antes mencionada. El gobierno de Colombia aceptó y nombró a Correoso como su representante, mandándolo en misión diplomática a la ciudad de San José.
Las negociaciones terminaron en abril de 1873, fecha en la cual se firmó un tratado que definía la línea divisoria en su artículo 1 de la siguiente manera:

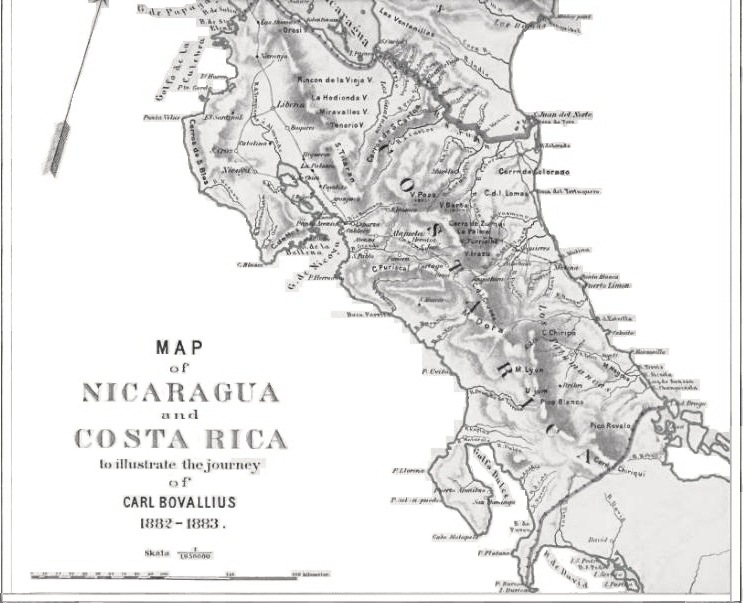
Mapa de Costa Rica de 1883, con la línea Montúfar-Correoso como límite con Colombia.

...empieza en la costa del océano Pacífico en punta Burica, sigue por la línea que une las cumbres de los cerros desde la punta mencionada, hasta encontrar el origen del río San Bartolomé; desde allí también por una línea sobre la Cordillera, hasta alcanzar en el norte el origen del río Bananos, y desde este punto, siguiendo el curso de dicho río, hasta su desembocadura en la bahía del Almirante.

El tratado fue rechazado tanto en Colombia como en Costa Rica por ultra petita.